# Dinçer Güçyeter

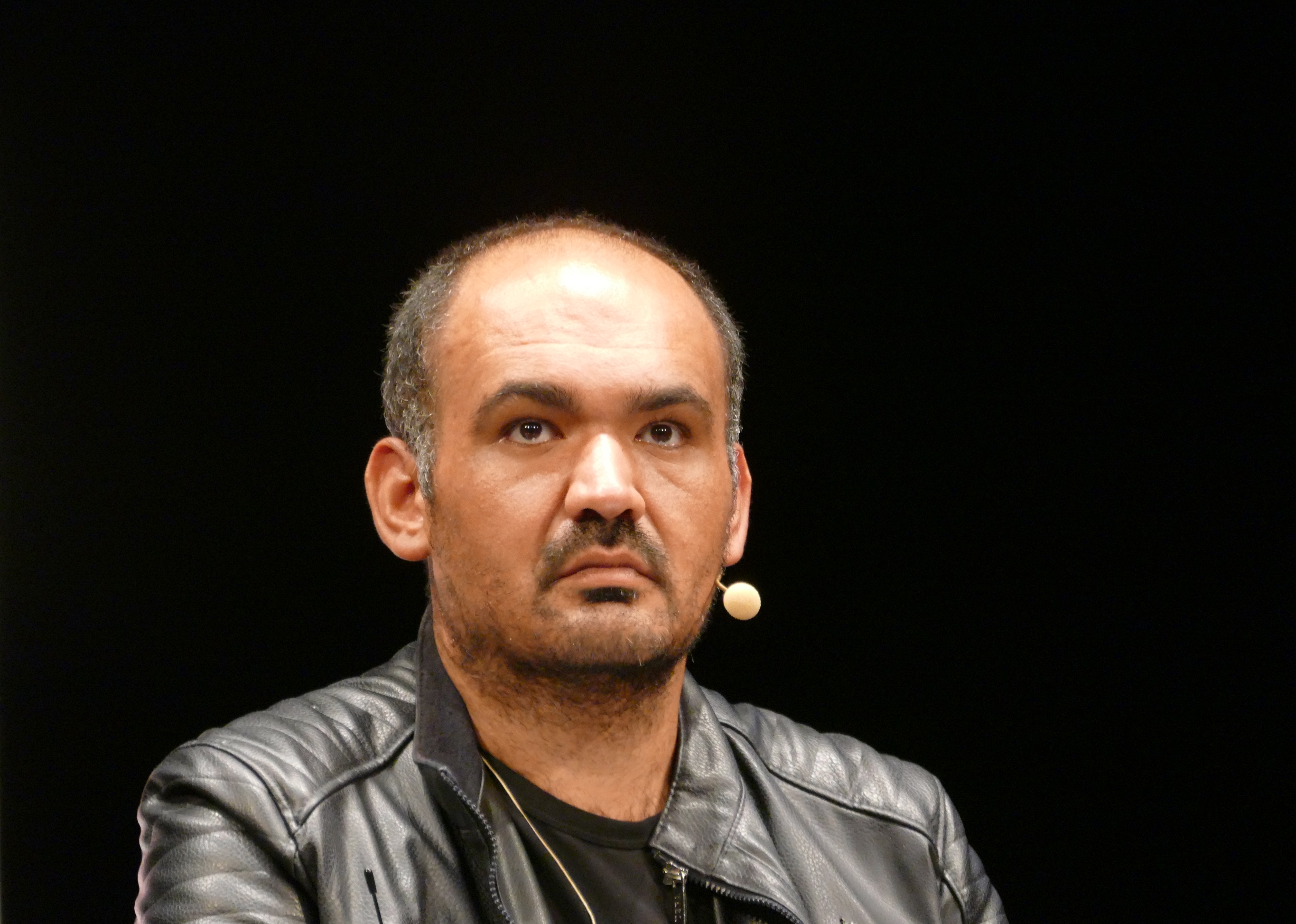
Dinçer Güçyeter (2021)

Dinçer Güçyeter (Aussprache [dint͡ʃɐ gʏt͡ʃeːtɐ], geb. 1979 in Nettetal) ist ein deutscher Autor und Verleger. Er ist Gründer des Elif Verlags, in dem er unter anderem seine eigene Lyrik herausbringt. Darüber hinaus wirkt er auch in Theaterstücken mit.

## Leben
Dinçer Güçyeter wuchs im niederrheinischen Nettetal auf. Seine Eltern gehörten der ersten türkischen Gastarbeitergeneration an. Sein Vater führte zeitweise eine Kneipe, seine Mutter arbeitete in Fabriken und der Landwirtschaft. Seinen mittleren Schulabschluss holte er an einer Abendschule nach. Von 1996 bis 2000 absolvierte er eine Ausbildung als Werkzeugmechaniker. Zwischenzeitlich war er ebenso als Gastronom tätig.
Im Jahre 2011 gründete Güçyeter den Elif Verlag, einen unabhängigen Verlag, der schwerpunktmäßig Lyrik veröffentlicht. Seinen Verlag finanzierte er lange als Gabelstaplerfahrer in Teilzeit. Er ist Mitgründer des PEN Berlin.
Güçyeter ist Vater von zwei Kindern und lebt in Nettetal.

## Wirken

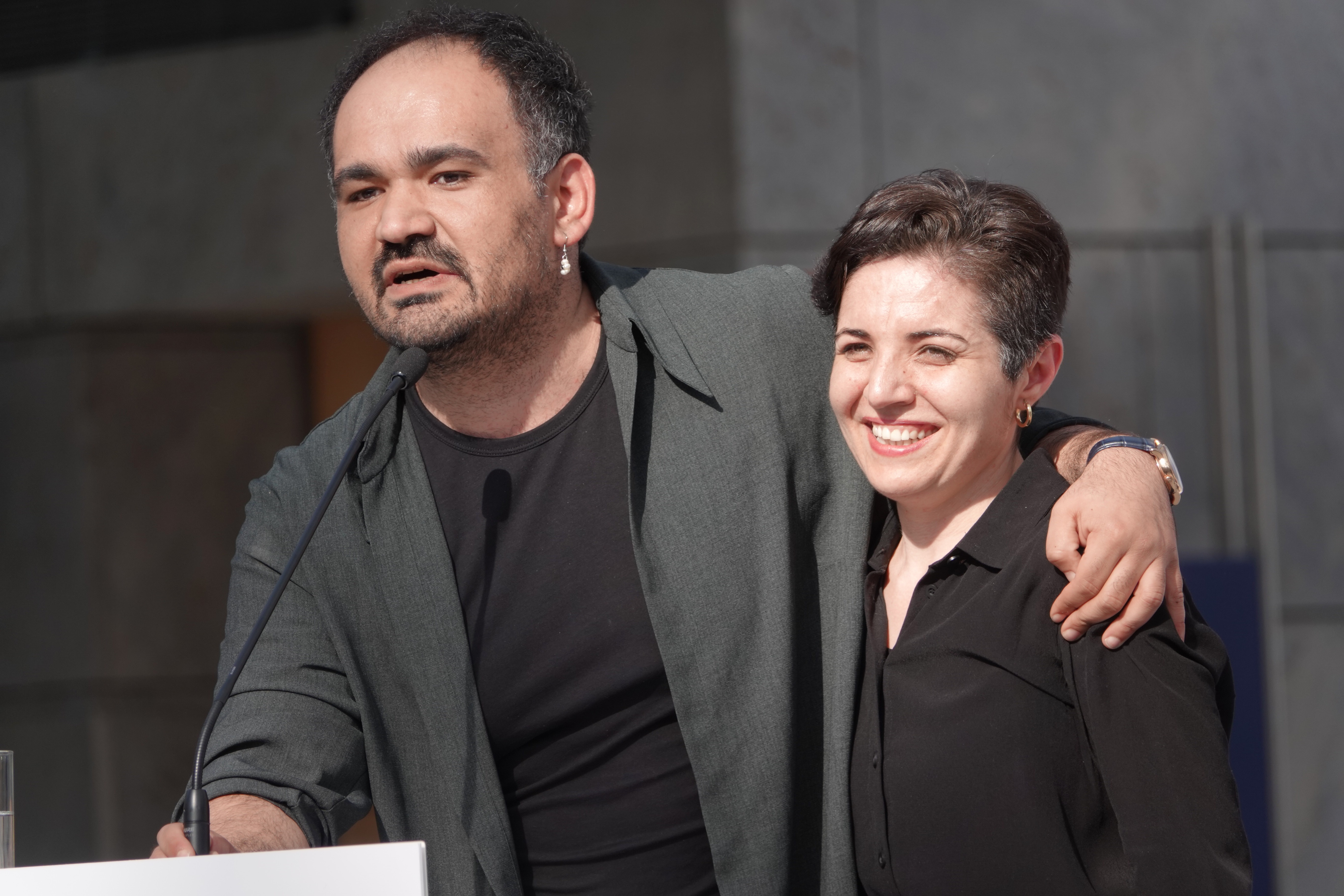
Dinçer Güçyeter mit seiner Frau, nachdem er den Preis der Leipziger Buchmesse 2023 (Belletristik) erhalten hatte

Als Autor veröffentlicht Güçyeter im ELIF Verlag Einzelbände und gibt Anthologien heraus. Im Jahr 2012 erschienen seine beiden Lyrikbände Anatolien Blues und Ein Glas Leben. Im Jahr 2017 erschien Aus Glut geschnitzt.
Im Jahr 2021 folgte Mein Prinz, ich bin das Ghetto. Die Kritik würdigte das Werk für eine „expressionistische Sprachwucht und feinsinnige Ambivalenz“, welche „eine sehr eigene und doch vertraute Welt zwischen dem niederrheinischen Nettetal und Anatolien, zwischen Kind-Sein und Vater-Werden, zwischen Heinrich Heine und Dinçer Güçyeter“ öffne und dabei „oft humorvoll – herrschende postmigrantische Stereotype“ unterlaufe. Im Jahr 2022 wurde er für dieses Werk mit dem Peter-Huchel-Preis ausgezeichnet.
Im Herbst 2022 erschien unter dem Titel Unser Deutschlandmärchen im Verlag mikrotext Güçyeters erster Roman, der mit dem Preis der Leipziger Buchmesse in der Kategorie Belletristik ausgezeichnet wurde. Der Roman ist autobiografisch geprägt und stellt eine Hommage Güçyeters an seine Mutter und alle Gastarbeiterinnen dar. Güçyeters Werk beschreibt das Leben seiner Familie in Deutschland, geprägt von harter Arbeit, kulturellen Konflikten und persönlicher Entwicklung, ohne dabei in Anklage oder unnötiges Pathos zu verfallen. Das Maxim Gorki Theater in Berlin adaptierte den Roman im Jahr 2024, wobei die Musik, darunter Lieder Sezen Aksus, eine zentrale Rolle spielte und das emotionale Erlebnis des Stücks verstärkte. Bei der Premiere traten der Autor und seine Mutter auf der Bühne auf.
Sein Verlag ELIF wurde im April 2023 mit dem Kurt-Wolff-Förderpreis ausgezeichnet. 2024 wurde Güçyeter der Else-Lasker-Schüler-Lyrikpreis zuerkannt. Im Juni 2024 wurde bekannt, dass er ab 30. August 2024 für die Dauer eines Jahres Stadtschreiber von Bergen werde.
Seine ersten Bühnenerfahrungen konnte Güçyeter im Jahr 1998 in Tschechows Die Möwe sammeln. Seither wirkte er in unterschiedlichen Theaterproduktionen mit, etwa 2013 am Schauspiel Essen in der Inszenierung einer Adaption des Romans Rote Erde von Peter Stripp. 2014 übernahm er die Leitung eines Laienensembles (Anka Ensemble) des Katakomben-Theaters in Essen.

## Werke
- Ein Glas Leben. Gedichte. Elif-Verlag, Nettetal 2012, ISBN 978-3-00-037891-1.
- Anatolien Blues. Gedichte. Elif-Verlag, Nettetal 2012, ISBN 978-3-00-037890-4.
- Aus Glut geschnitzt. Gedichte. Elif-Verlag, Nettetal 2017, ISBN 978-3-946989-09-7.[18]
- Mein Prinz, ich bin das Ghetto. Gedichte. Elif-Verlag, Nettetal 2021, ISBN 978-3-946989-42-4.
- Unser Deutschlandmärchen. Roman. mikrotext, Berlin 2022, ISBN 978-3-948631-16-1.
- Türschwellenkinder – Über die Arbeit der Eltern, Anthologie. Hrsg., zus. mit Wolfgang Schiffer, Elif-Verlag, Nettetal 2023, ISBN 978-3-946989-68-4.

## Auszeichnungen
- 2022: Peter-Huchel-Preis für Mein Prinz, ich bin das Ghetto
- 2023: Preis der Leipziger Buchmesse (Belletristik) für Unser Deutschlandmärchen
- 2023: Kurt-Wolff-Förderpreis für seinen Verlag ELIF
- 2024: Else-Lasker-Schüler-Lyrikpreis
- 2024: Stadtschreiber von Bergen